# 도요오카촌 (나가노현 가미타카이군)
도요오카촌(일본어: 豊丘村)은 일본 나가노현 가미타카이군에 있던 촌이다. 현재의 스자카시 중심부의 동쪽에 해당한다.

## 역사
- 1889년 4월 1일 - 정촌제 시행에 의해 3촌의 구역을 확장해 고아먀촌이 성립하였다.
- 1892년 1워 29일 - 고야마촌이 도요오카촌으로 개칭되었다.
- 1955년 1월 1일 - 니레이촌과 합병해 아즈마촌이 성립하여 동일 도요오카촌은 폐지되었다.

## 참고문헌
- 角川日本地名大辞典 20 長野県